# Oddworld: Abe’s Oddysee
Oddworld: Abe’s Oddysee — приключенческая видеоигра, разработанная студией Oddworld Inhabitants. Представляет собой платформер, внешне весьма, хоть и отдалённо, напоминающий знаменитую игру Prince of Persia 1989 года. Игра выпущена в 1997 году для Sony PlayStation, DOS и Windows. Игра завоевала множество наград. Представляет собой первую часть из так называемой Oddworld Pentalogy, которая должна была иметь 5 частей (в рамках пенталогии также вышли Oddworld: Abe’s Exoddus, Oddworld: Munch’s Oddysee и Oddworld: Stranger’s Wrath). В 2014 году вышло переиздание игры под названием Oddworld: New 'n' Tasty! Дата релиза в Америке — 22 июля, в Европе — 23 июля. Игра была полностью переделана, сохранив всё до мелочей, улучшив лишь графическую составляющую. Игра стала полностью трёхмерной, а видеоролики значительно улучшены.

## Название игры
Слово Oddworld является одновременно частью названия компании и самой игры и буквально означает "Странный мир". Слово "одиссея" написано нарочито неправильно: "Oddysee" вместо "Odyssey". Это сделано для создания игры слов: "oddy see" - странный вид, странно воображать.

## Сюжет

### Персонажи
Abe’s Oddysee содержит только четырёх именованных персонажей. Протагонист игры — Эйб, раб-мудокон, рождённый в неволе, и не знающий богатой истории и культуры своего народа. Ближе к середине игры Эйб встречается с Элумом, послушным верблюдоподобным существом. Слово «Элум» является зеркальной анаграммой английского Mule (мул). Неизвестно означает ли Элум имя конкретного существа или всего вида. Изначально Элум и Эйб должны были жить вместе, но впоследствии разработчики сменили концепцию. Ведущей фигурой в игровой истории является Bigface (Большое лицо), шаман мудоконского народа, носящий большую маску из дерева, в честь которой он и назван и которую никогда не снимает. Бигфэйс спас Эйба от смерти и отправил его на испытания в священные пещеры Monsaic Lines, чтобы он обрёл духовную мощь и спас мудоконов с фабрики RuptureFarms.
Главный антагонист игры — генеральный директор RuptureFarms глюккон Моллук. Он не гнушается никакими средствами для того, чтобы добиться успеха и получить как можно больше дохода со своей фабрики. Вследствие активного использования диких животных в мясной промышленности их количество сильно снизилось, что и подвигло Моллука использовать мудоконов для производства недостающего мяса.

### История
Действие происходит на некой планете, название которой не сообщается. Её населяет несколько видов разумных рас и различные виды животных. Пищевая компания RuptureFarms, занимающаяся изготовлением мясных продуктов, начинает испытывать трудности из-за того, что поставила на грань вымирания два основных промысловых вида животных — скрабов и парамитов. Ещё один вид — мичей — компания уже «благополучно» истребила. В связи с бедственным положением директор Моллук решает начать выпуск нового продукта, и изготовить его предполагается из фабричных рабов. Об этом случайно подслушивает один из рабов — Эйб, главный герой игры. Эйб является «уборщиком высшего класса» и на момент игры завоевал награду «Служащий года». Его замечают и отправляют за ним вдогонку охранника-слига. У Эйба не остаётся выбора кроме как бежать.
Эйб сбегает с территории RuptureFarms. После побега он обнаруживает, что след на спутнике планеты в точности повторяет контуры его руки, что возможно указывает на избранность его расы. После этого Эйб падает с уступа, ударяется головой и теряет сознание. В представшем перед ним видении шаман Бигфэйс велит ему отправиться в священные пещеры и храм мудоконов, чтобы укрепить свою духовную силу. Эйб попадает на родину своих сородичей и узнаёт, что скрабы и парамиты являются священными животными. Пройдя через испытания в землях тех и других, он получает способность превращаться в Шрайкулла, божественное существо, сочетающее признаки обоих животных.
С этой силой Эйб возвращается на фабрику, останавливает её производство и уничтожает большую часть руководства. В последний момент его ловят, Эйб оказывается связанным, а перед ним предстаёт директор Моллук, и когда он готовится пропустить Эйба через мясную пилу, Бигфэйс обсуждает со свободными мудоконами в Святилище Monsaic возможно ли спасти Эйба.

### Концовки
Всего существует две концовки:
- Если Эйб спас 50 или более мудоконов, освобождённые собратья решают ему помочь. Моллука и его помощника убивает магической молнией, а Эйб теряет сознание. К нему телепортируется Бигфэйс и переносит к ликующей толпе мудоконов.
- Если Эйб спас менее 50 мудоконов, его собратья отказываются ему помочь, и Моллук убивает Эйба, сбросив на мясную пилу.

Каноничной концовкой, используемой в последующих частях является положительная.
Кроме того, если пройти игру идеально и спасти всех 99 мудоконов, то в конце игры Вашему вниманию будет представлена бонусная видеогалерея, в которой можно посмотреть всё видео из игры.

## Игровой процесс
Игра представляет собой двухмерный платформер. Игровая территория разделена на отдельные экраны, между которыми можно переходить. Для решения разнообразных игровых головоломок главный герой обладает уникальными способностями, такими как: речь, магия, взаимодействие с окружающей обстановкой (рычаги, мины), использование гранат, камней и кусков мяса, которые можно набрать в соответствующих мешочках. Игрок обладает богатым арсеналом движений, он может красться, ходить, бегать, кувыркаться, подтягиваться, прыгать, приседать. Игра обладает инновационным геймплеем, например в игре очень необычный подход к оружию — присутствует большое его количество, но ни одно из них не работает по системе «выстрелил и убил», каждый раз его приходится применять в сочетании с акробатикой, речью или магией. Нужно обманывать противников и знать, в чём конкретно сила и слабость каждого. Также игра имеет отличную графическую составляющую, опередившую своё время, и большое количество видеовставок.
В игре отсутствует игровой интерфейс. Информация может поступать к игроку различными способами: инструкционные экраны, которые могут быть активированы игроком, прокручивающиеся на заднем плане сообщения, светлячки, которые могут быть активированы медитацией, наскальные рисунки с подсказками, речь персонажей. У персонажей отсутствуют очки жизни, получение ущерба означает немедленную смерть. Единственное исключение — пчёлы, они убивают игрока только после определённого числа укусов. После смерти главный герой превращается в кучку разлетающихся в разные стороны птиц, которые слетаются в ближайшей контрольной точке и главный герой восстанавливается. При этом весь несохранённый прогресс сбрасывается (убитые враги, спасённые мудоконы и так далее).
Игрок может захватывать медитацией врагов (слигов) и управлять ими. Во время захватывания Эйб становится уязвимым, так как им нельзя управлять, поэтому перед медитацией нужно оказаться в недоступном противнику уголке экрана. Кроме того, враг может убежать за экран и таким образом избежать своей участи. Захваченный слиг может бегать, дёргать рычаги, убивать других противников, открывать голосовые замки, командовать слогами (аналоги собак), но не может прыгать, карабкаться и совершать какие-либо другие акробатические движения. После использования слига можно вернуться в своё тело, при этом слига разорвёт на куски.
Рабов-мудоконов можно спасать через птичьи порталы с помощью медитации — все мудоконы, которые присутствуют на экране и находятся на том же уровне, где и портал, побегут к своему спасению. Между порталом и мудоконами не должны присутствовать ямы, ловушки и мины, так как это будет означать для них смерть. Спасать мудоконов для прохождения игры не обязательно, но для того чтобы получить хорошую концовку, надо спасти, как минимум, 50 из 99 мудоконов, множество из которых спрятано в различных секретных локациях.
По ходу игрового процесса, пройдя царства священных животных Скрабинию и Параманию игрок получит от шамана особую способность — превращаться в полубожественное существо Шрайкулла. Чтобы вновь получать эту возможность по ходу игры, нужно одновременно привести определённое количество мудоконов в особый портал, обозначенный цифрой (необходимое количество мудоконов). Получив «заряд» Шрайкулла, игрок может использовать его один раз на противниках (игра даёт недвусмысленные подсказки, где именно это необходимо сделать). Превратившись в Шрайкулла, Эйб уничтожит всё враждебное на экране, после чего вернётся в нормальный облик мудокона.
Созданный для игры движок называется A.L.I.V.E. (Aware Lifeforms In a Virtual Environment). Он был высоко оценён за его реалистичность и искусственный интеллект противников.

### Игровая речь
Игрок обладает уникальной возможностью общаться с игровыми персонажами. Нажатие соответствующей кнопки заставляет героя игры произнести короткую фразу или звук (например, свист), которую слушают другие персонажи. С помощью речи можно управлять дружественными мудоконами, заставлять их идти за вами в другую локацию или ждать в определённой точке. Когда вы управляете слигом, вы можете привлекать внимание других слигов, управлять слогами, заставляя их атаковать противников или просто следовать за вами. Эйбом вы можете общаться со свободными мудоконами (вне фабрики) и произносить пароли, чтобы пройти дальше или чтобы получить определённые способности. Одновременно можно общаться только с одним существом.

### Враги, союзники, дикие существа
Основными союзниками для вас являются мудоконы. Мудоконы — гуманоидные существа. Они бывают либо рабами на фабрике, которые слушают игрока, либо свободными коренными жителями своих земель вне фабрики, которые оказывают различную помощь игроку. Свободные мудоконы вооружены рогатками, которые смертельны для игрока. С ними можно начать общение и скопировать серию издаваемых ими свистов, после чего они либо пропускают вас дальше, либо оказывают какую-либо иную помощь. Также среди дружественных персонажей есть Элум, двуногое подобие верблюда, которое можно оседлать. Элум обладает хорошей скоростью и может совершать длинные прыжки. Если спешиться с Элума, он начнёт за вами ходить, пока вы не прикажете ему остановиться. Элум отказывается слушаться ваших команд, если обнаружит поблизости мёд, который он начинает активно поедать. Отвлечь Элума от мёда можно только дикими пчёлами. Они не убьют животное, а только заставят убежать подальше, после чего улетят. Элума можно найти только в определённых локациях, где его можно вызвать звонком в специальный колокол.
Враги в игре, в основном, представлены слигами — существами, похожими на моллюсков с кибер-протезами ног и вооружённых автоматическим оружием. Слиги — единственные существа в игре, которых можно захватывать с помощью медитации. Слиги плохо видят в темноте, что позволяет прятаться от них в тёмных местах. Компаньонами слигов являются слоги — двуногие собакообразные существа, также являющиеся врагами игроку. Слиги командуют слогами и могут заставлять их атаковать других существ. Как и слигов, так и слогов, можно застать спящими, что позволяет незаметно прокрасться около них на цыпочках. Враги могут быть разбужены шумом (взрывы, шаги, речь), либо по игровому триггеру. Некоторые враги спят даже если бегать возле них.
Глюкконы представляют собой главных злодеев. Это высокие существа с головами, похожими на тело осьминога, скрывающие своё тело плащом. Они обладают рудиментарными ногами, и их функцию выполняют руки. Глюкконы в игре находятся на руководящих ролях, они являются крупнейшими капиталистами, владеют фабрикой RuptureFarms и являются хозяевами слигов и рабов-мудоконов. Глюкконы появляются в основном в видеовставках, единственный момент в игре, где их можно увидеть и убить — финальная сцена в зале заседаний.
Дикие животные состоят из скрабов и парамитов. Скрабы — высокие хищные пустынные животные. Они очень территориальны и атакуют любое живое существо, которое заметят. Встретившись друг с другом они устраивают битву, в которой выживает только один из скрабов. Во время их битвы можно безопасно бегать по локации. Парамиты — стайные охотники, живущие в тёмных пещерах лесных регионов. Поодиночке они трусливы и убегают от своих противников. Будучи зажаты в угол, яростно защищаются. Если же их больше одного, то они начинают активно атаковать игрока. Парамитов можно отвлечь брошенным куском мяса.

## Отзывы
| Сводный рейтинг       | Сводный рейтинг |
| Агрегатор             | Оценка          |
| --------------------- | --------------- |
| GameRankings          | 87,94 %         |
| Metacritic            | 85/100          |
| Русскоязычные издания |                 |
| Издание               | Оценка          |
| «Игромания»           | [ 7 ]           |
| «НИМ»                 | 7,8 из 10       |
| «Страна игр»          | 10 из 10        |